# Optus D1
O Optus D1 é um satélite de comunicação geoestacionário australiano que foi construído pela Orbital Sciences Corporation (OSC). Ele está localizado na posição orbital de 160 graus de longitude leste e é operado pela SingTel Optus Pty Limited. O satélite foi baseado na plataforma Star-2.4 Bus e sua expectativa de vida útil é de 15 anos.

## História
O Optus D1 faz parte da série Optus-D foi baseado na plataforma Star-2 da Orbital Sciences Corporation e leva 24 transponders em banda Ku, com 8 canais de back-up também disponíveis, para fornecer comunicações fixas e serviços de radiodifusão televisiva direto para a Austrália e Nova Zelândia. O satélite Optus D1 gera cerca de 4,0 quilowatts de energia elétrica.

## Lançamento
O satélite foi lançado com sucesso ao espaço no dia 13 de outubro de 2006, às 21:56 UTC, por meio de um veiculo Ariane 5 ECA, lançado a partir do Centro Espacial de Kourou, na Guiana Francesa, juntamente como os satélites DirecTV-9S e LDREX 2. Ele tinha uma massa de lançamento de 2.299 kg.

## Capacidade e cobertura
O Optus D1 é equipado com 24 (mais 8 de reserva) transponders em banda Ku para fornecer áudio e vídeo para a Austrália e Nova Zelândia.